# Viaduc de Bennerley
 (juillet 2023).
Si vous disposez d'ouvrages ou d'articles de référence ou si vous connaissez des sites web de qualité traitant du thème abordé ici, merci de compléter l'article en donnant les références utiles à sa vérifiabilité et en les liant à la section « Notes et références ».
Le viaduc de Bennerley (à l'origine viaduc d'Ilkeston et connu de manière informelle sous le nom d'Iron Giant, soit « géant de fer ») est un ancien pont ferroviaire, devenu pont piétonnier et cyclable, entre Ilkeston dans le Derbyshire, et Awsworth dans le Nottinghamshire, dans le centre de l'Angleterre.
Le seul pont similaire survivant au Royaume-Uni est le viaduc de Meldon (en) dans le Devon.

## Histoire
Il a été achevé en 1877 et pour porter l'extension dans le Derbyshire du Great Northern Railway (GNR) au-delà de la rivière Erewash (en) qui forme la limite du comté. Il a été utilisé à partir de janvier 1878. Son usage s'est déroulé sans incident, à l'exception de dommages mineurs infligés par un bombardement de Zeppelin pendant la Première Guerre mondiale. Une démolition du viaduc n'a par chance jamais pu être faite en raison du coût de démantèlement de la ferronnerie et il est devenu un bâtiment classé en 1974. Après sa fermeture, le viaduc n'a reçu que peu d'entretien et est tombé en ruine. Railway Paths, un organisme de bienfaisance pour la marche et le cyclisme, l'a acquis pour le préserver en 2001 mais les travaux ont échoué en raison d'un manque de financement. Le viaduc a été inscrit au registre du patrimoine en péril (Heritage at Risk Register (en)) en 2007 et sur la liste de l'observatoire mondial des monuments de 2020. Une enquête détaillée a été entreprise en 2016 et le financement des travaux de restauration a été obtenu en 2019. Il a finalement ouvert au public dans le cadre d'un itinéraire cyclable et pédestre en janvier 2022.

## Caractéristiques
Techniquement, le viaduc se compose de seize travées en fer forgé avec des poutres en treillis, portées sur quinze piles en fer forgé qui ne sont pas fixées au sol mais soutenues par des bases en brique et en pierre de taille. Le viaduc mesure 18 mètres de haut pour 8 mètres de large entre les parapets et plus de 400 mètres de long en tout.